# Frimmersdorf
Frimmersdorf ist ein Stadtteil im Süden der Stadt Grevenbroich im Rhein-Kreis Neuss in Nordrhein-Westfalen.

## Geografie
Frimmersdorf bildet mit Neurath gleichzeitig die Grenze des Rhein-Kreises Neuss im Regierungsbezirk Düsseldorf zum benachbarten Rhein-Erft-Kreis im Regierungsbezirk Köln.

## Geschichte

### Ortsgeschichte
Der Ort wurde 1051 in den Urkunden des Erzbistums Köln erwähnt, doch ist der Bezug zu Frimmersdorf nicht gesichert. Die älteste sichere Erwähnung stammt aus dem Jahr 1210. Eine Besiedlung gab es hier nachweislich bereits zur Frankenzeit, wie Ausgrabungen Ende der 1950er Jahre etwa 250 m nördlich der Kirche St. Martin gezeigt haben, bei denen ca. zehn Gräber des 7. Jahrhunderts geborgen wurden. Eng im Zusammenhang mit der Geschichte von Frimmersdorf steht das Geschlecht der Grafen von Hochstaden, welche lange Zeit im Besitz des Umlandes und einer Wasserburg, des „Huhster Knupps“, waren. Übersetzt bedeutet dies so viel wie „Hochstadener Kuppe“, da sich das Bollwerk auf einer Anhöhe am Flusslauf der Erft befand. Der Husterknupp ist eine umfassend untersuchte Niederungsburg, auch „Motte“ genannt, deren Anfänge in die Jahre um 964 n. Chr. fallen. Das Geschlecht von Hochstaden wurde erstmals 1080 erwähnt. Der berühmteste und letzte Vertreter des Geschlechts war der Erzbischof Konrad von Hochstaden, der im Jahre 1248 den Grundstein zum Bau des Kölner Doms legte. Seit dem Mittelalter gehörte Frimmersdorf politisch zum Amt Liedberg im Kurfürstentum Köln.
1794 wurde Frimmersdorf von den französischen Revolutionstruppen besetzt. Der Ort bildete nun eine Mairie im Kanton Elsen im Arrondissement Cologne im Département de la Roer. 1815 kam die Ortschaft Frimmersdorf an das Königreich Preußen. Ein Jahr später entstand der Landkreis Neuß, dem auch die neu gegründete Gemeinde Frimmersdorf zugeordnet wurde. Zusammen mit der Gemeinde Neurath bildete sie das Amt Frimmersdorf. Dieses löste sich am 1. Juli 1969 freiwillig auf, und die beiden Gemeinden bildeten die neue Gemeinde Frimmersdorf. Die ehemals eigenständige Gemeinde Frimmersdorf wurde im Zuge der kommunalen Neugliederung am 1. Januar 1975 zu einem Stadtteil von Grevenbroich. Der Ortsbereich wurde in den letzten Jahren durch die Neubaugebiete Am Steelchen, Am Glockenstrauch und Bedburger Hüll erweitert. Im Jahre 2001 feierte Frimmersdorf sein 950-jähriges Jubiläum.

### Bevölkerungsentwicklung
Gemeinde Frimmersdorf
- 1933: 1371[9]
- 1939: 1389[9]
- 1961: 2999[10]

Gemeinde Frimmersdorf mit Neurath
- 1961: 5042[8]
- 1970: 4737[8]
- 1974: 5552[11]

Stadtteil Frimmersdorf
- 2003: 2641
- 2010: 2360
- 2015: 2393
- 2020: 2508
- 2021: 2551[12]
- 2022:  2611[13]

## Wirtschaft und Infrastruktur

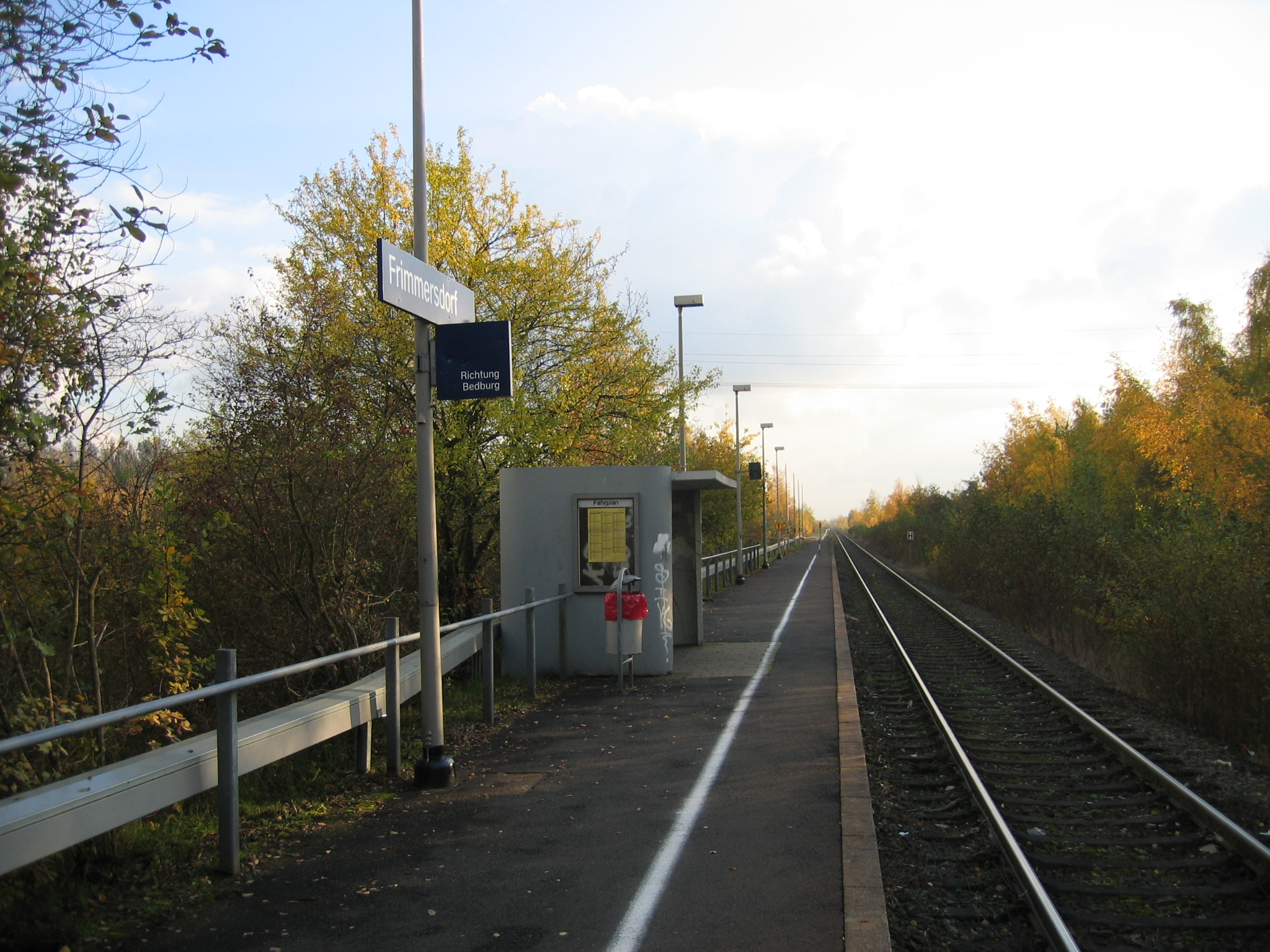
Haltepunkt Frimmersdorf an der Bahnstrecke Düren–Neuss (2007)

Vom Haltepunkt Frimmersdorf an der Bahnstrecke Düren–Neuss verkehrt die Düssel-Erft-Bahn stündlich in Richtung Bedburg (Erft) beziehungsweise Neuss.
| Linie | Verlauf | Takt                                          |
| ----- | --- | --------------------------------------------- |
| RB 39 | Düssel-Erft-Bahn: (Düsseldorf Hbf – Düsseldorf-Bilk –)* Neuss Hbf – Holzheim (b. Neuss) – Kapellen-Wevelinghoven – Grevenbroich – Gustorf – Frimmersdorf – Bedburg (Erft) * nur wochentags sowie am Wochenende in Tagesrandlage Stand: Fahrplanwechsel Dezember 2021 | 60 min 30 min (Neuss–Grevenbroich wochentags) |

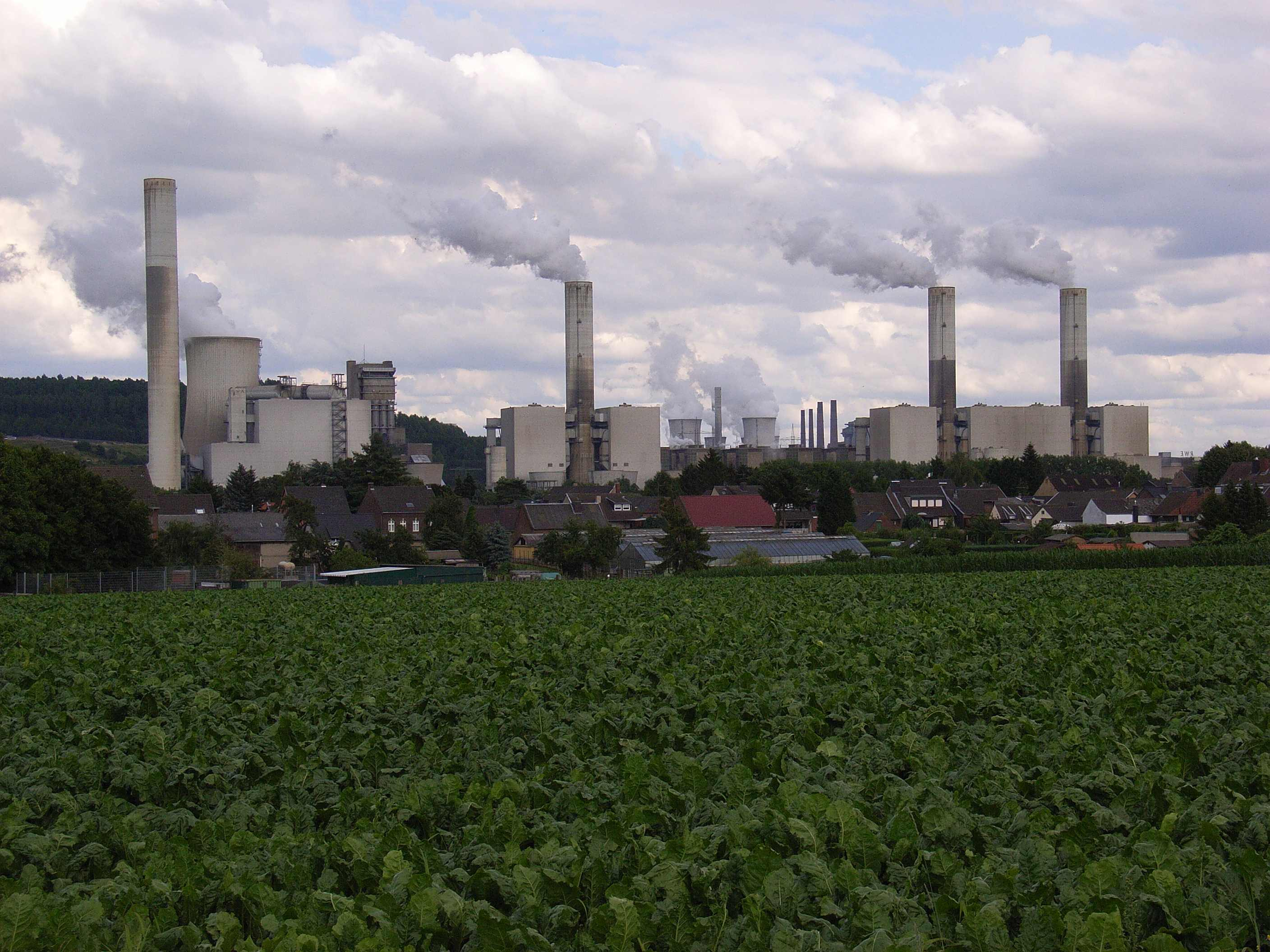
Kraftwerk Frimmersdorf (2009)

Frimmersdorf ist ein bedeutender Energiestandort. Neben dem ehemaligen Braunkohle-Kraftwerk Frimmersdorf steht in direkter Nachbarschaft das Kraftwerk Neurath. Dieses wird, wie schon Frimmersdorf, über den Tagebau Garzweiler mit Kohle versorgt und ist zugleich Lieferant für die in Frimmersdorf verlegte Fernwärme-Heizung. Eine Photovoltaikanlage (Sonnenenergie) sowie drei Windparks mit insgesamt 42 Windrädern zur Erzeugung von Elektrizität ergänzen den Energiemix. Alle Anlagen wurden als beispielhaft in die Straße der Energie aufgenommen.
In Frimmersdorf gibt es die unter Denkmalschutz stehende St.-Martin-Kirche.
Ebenfalls ins Dorfleben integriert ist die Freiwillige Feuerwehr. Die Einheit Frimmersdorf wurde 1932 gegründet und hatte ihr Feuerwehrhaus auf der Josef-Lützenkirchen-Straße. Am 1. März 2014 wurde die Einheit aus Frimmersdorf mit der Einheit aus Neurath zusammengelegt. Das gemeinsame Feuerwehrhaus steht nun auf der Frankenstraße gegenüber dem Supermarkt. Von hier rückt die Feuerwehr nun gemeinsam als neue Einheit Frimmersdorf-Neurath aus.

## Naherholung
Zum Ausgleich der Industriedominanz des Ortes im Rheinischen Braunkohlerevier existieren auf rekultiviertem Gelände neben vielen Naherholungsflächen zum (Rad-)Wandern ein Modell- und Segelflugplatz, eine Motocross-Strecke, ein Golfplatz sowie ein Landschaftsschutzgebiet mit dem Neurather See, einem Tagebau-Restsee.

## Bildung
- Viktoria-Grundschule Frimmersdorf

## Persönlichkeiten
- Konrad von Hochstaden (um 1205–1261) war als Konrad I. von 1238 bis 1261 Erzbischof von Köln.
- Maximilian Steins (1889–1972) war von 1929 bis 1965 Pfarrer in Frimmersdorf.